# 小笠原実咲
小笠原 実咲（おがさわら みさき)は、宮城県仙台市出身のモデル、ピアノ奏者。血液型AB型、身長173cm。

## 来歴
宮城県仙台市出身。3歳より本格的にクラシックピアノを習い始める。幼少の頃より各種ピアノコンクールにて多数入賞、自身のオリジナルアルバム「88colors」をリリース。仙台時代よりモデル事務所に所属し、モデルとしても活動してきた。

## 人物
・1400gの極低出生体重児で生まれるが、小学校6年生あたりから身長が急に伸び始め、現在は173cmである。
・仙台育ちであるが、仙台弁は話せない。
・父親がラグビーの監督をしていた為、スポーツも嗜む。好きなスポーツは、バドミントン、バスケットボールなど。
・中学時代は吹奏楽部、高校時代は美術部で油絵を描いていた。
・2011年3月11日に、仙台市内にて東日本大震災を経験する。
・旅行業務取扱主任者、幼稚園教諭の資格を持つ。
・ミセス・インターナショナル 2019 日本大会準グランプリ。
・尊敬するピアニストは、中村紘子、フジコ・ヘミング、マルタ・アルゲリッチ。
・趣味や特技は、旅行、漫画、ドライブ、カフェ巡り。
・娘が一人おり、猫を飼っている。愛猫家である。

## 出演
・ 広告、ポートレート、ナレーション、雑誌　他
・ テレビ東京、FM 岩手 他
・ 全日本写真連盟撮影会、岩手県写真連盟撮影会
・ Mrs. Japan International 2019 日本大会 準グランプリ
・ 88colors (自身の1stアルバム)　他多数出演